# Войташи
Войташи́ (бел. Вайташы́, пол. Wojtasze) — деревня в Сморгонском районе Гродненской области Белоруссии.
Входит в состав Кревского сельсовета.
Расположена у юго-западной границы района. Расстояние до районного центра Сморгонь по автодороге — около 30,5 км, до центра сельсовета агрогородка Крево по прямой — 8 км. Ближайшие населённые пункты — Гамзичи, Горовые, Скирдимы. Площадь занимаемой территории составляет 0,1020 км², протяжённость границ 3560 м.
Согласно переписи население Войташей в 1999 году насчитывало 25 человек.
Название происходит от антропонима Войташ (один из вариантов имени Войтех), потомки которого основали поселение.
Через деревню проходит автомобильная дорога местного значения Н7999 Войташи — Горовые.